# Xenicus longipes
La acantisita de matorral  (Xenicus longipes), también conocido como reyezuelo de Nueva Zelanda del monte o mātuhituhi en maorí, es una especie extinta de ave paseriforme de la familia Acanthisittidae endémica de Nueva Zelanda. Llegaba a medir unos 9 cm de longitud y 16 g de peso. Se alimentaba principalmente de invertebrados que capturaba corriendo a lo largo de las ramas de los árboles. Anidaba en o cerca del suelo.

## Extinción

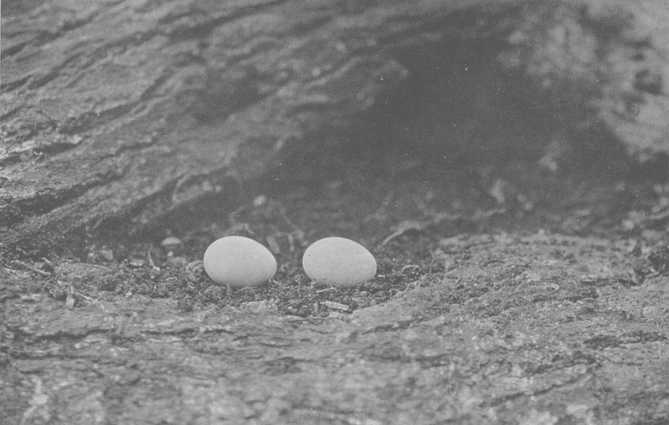
Huevos de X. l. longipes fotografiados en 1911.

Era común en las principales islas del país hasta finales del siglo xix, cuando fueron introducidos mamíferos invasores como mustélidos y ratas. Los únicos informes autenticados de la subespecie de la isla Norte (X. l. stokesi) desde el año 1900 eran del sur de los montes Rimutaka en 1918 y de los Ureweras hasta 1955, con avistamientos probables hasta el 13 de julio de 1949, cerca del lago Waikareiti, y en varias ocasiones en la primera mitad del siglo xx en los montes Huiarau y en la isla Kapiti en 1911. Aparentemente, la última población vivió en el área donde se estableció el parque nacional Te Urewera, irónicamente justo alrededor de la fecha de su extinción.
Los últimos informes confirmados de la subespecie de la isla Sur (X. l. longipes) procedían de Arthur's Pass en 1966 y parque nacional de los Lagos Nelson en 1968. Ha habido algunos informes no confirmados desde entonces en Fiordland y Nelson Lakes.
La tercera subespecie, X. l. variabilis, era nativa de la isla Stewart y las islas cercanas. Se sabe que sobrevivió en la isla Stewart hasta 1951 (Dawson, 1951), pero probablemente fue exterminada por gatos salvajes introducidos. Vivió en la isla Kotiwhenua, siendo bastante común hasta principios de 1960. Sobrevivió libre de depredadores en Taukihepa hasta que las ratas negras (R. rattus) invadieron la isla en 1964.  El Servicio de Vida Silvestre de Nueva Zelanda intentó salvar la especie mediante la reubicación de todas las aves que pudieran capturar. Atraparon a seis aves y las trasladaron a la isla Kaimohu donde no sobrevivieron y murieron en 1972.